# 和田えりか
和田 えりか（わだ えりか、1992年9月24日 - ）は、日本のモデル、元アイドル。千葉県出身。かつてはフォースプリングスに所属していた。

## 略歴
2009年、ソニーミュージックオーディション 2009夏 "gonna be a STAR!!" がきっかけで芸能界デビュー。
2010年、小池唯らが所属する「Tomato n' Pine」2ndシーズンメンバーとして歌手デビュー。
2012年、Tomato n' Pineの解散に伴い所属事務所との契約も終了。
2020年時点では、モデル活動と共に自らブランドを立ち上げ活動中。

## 出演

### バラエティ
- アイドル“独断と偏見”情報局 #82（2010年7月17日、PigooHD）
- アイドルちん（2010年10月9日 - 2011年1月22日、日本テレビ） - Tomato n' PineのWADAとして出演

### テレビドラマ
- あぽやん〜走る国際空港 最終話（2013年3月21日、TBS） - 深津亜紀 役

### 舞台
- アリスインクロノパラドックス（2011年5月）柳小路駆 役

### WEB・モバイル
- 美少女時計（2010年） - 44分担当